# Озвучування фільму
Озвучення фільму — запис звукового супроводу кіно- або телефільму. Звук записують одночасно (синхронно) із зніманням зображень або окремо від нього, вдаючись до попереднього або наступного озвучення. При попередньому озвучуванні спочатку одержують фонограму, а потім, відтворюючи її, провадять кінознімання. Попереднє озвучування забезпечує високу якість звучання, дає змогу точно синхронізувати на кіноплівці зображення з музичним супроводом, дозволяє акторам краще координувати з музичним супроводом свої дії, полегшує роботу кінооператора. Наступне озвучування полягає у створенні фонограми відповідно до проєкції на екран раніше знятого зображення, тобто у синхронізації звуку з дією, що відбувається на екрані. Таке озвучування застосовують, якщо через сторонні шуми в умовах натурних знімань одержати високоякісну фонограму неможливо. Різновидом наступного озвучування є дублювання фільму.

## Закадрове озвучення
Закадрове озвучення залежно від типу озвучення, часто зветься багатоголоска (чи одноголоска та двоголоска) — це вид аудіовізуального перекладу, при якому, на відміну від дублювання, голоси акторів записуються поверх оригінальної звукової доріжки, яку чутно у фоновому режимі.